# Vetvogel
De vetvogel (Steatornis caripensis) is een vogel uit de orde Steatornithiformes. Het is de enige soort in die orde en de enige soort in de familie Steatornithidae en het geslacht Steatornis.

## Anatomie
De vetvogel is een 40 tot 49 centimeter grote roodbruine vogel met witte vlekken op keel, kop en vleugels. Hij weegt tussen de 350 en 375 gram. Het verenkleed van mannelijke en vrouwelijke exemplaren zijn gelijk.
Net als nachtzwaluwen heeft deze vogel een lange staart en lange vleugels, maar zeer korte poten. De vogels hebben een goed ontwikkelde reukzin en grote ogen.

## Levenswijze

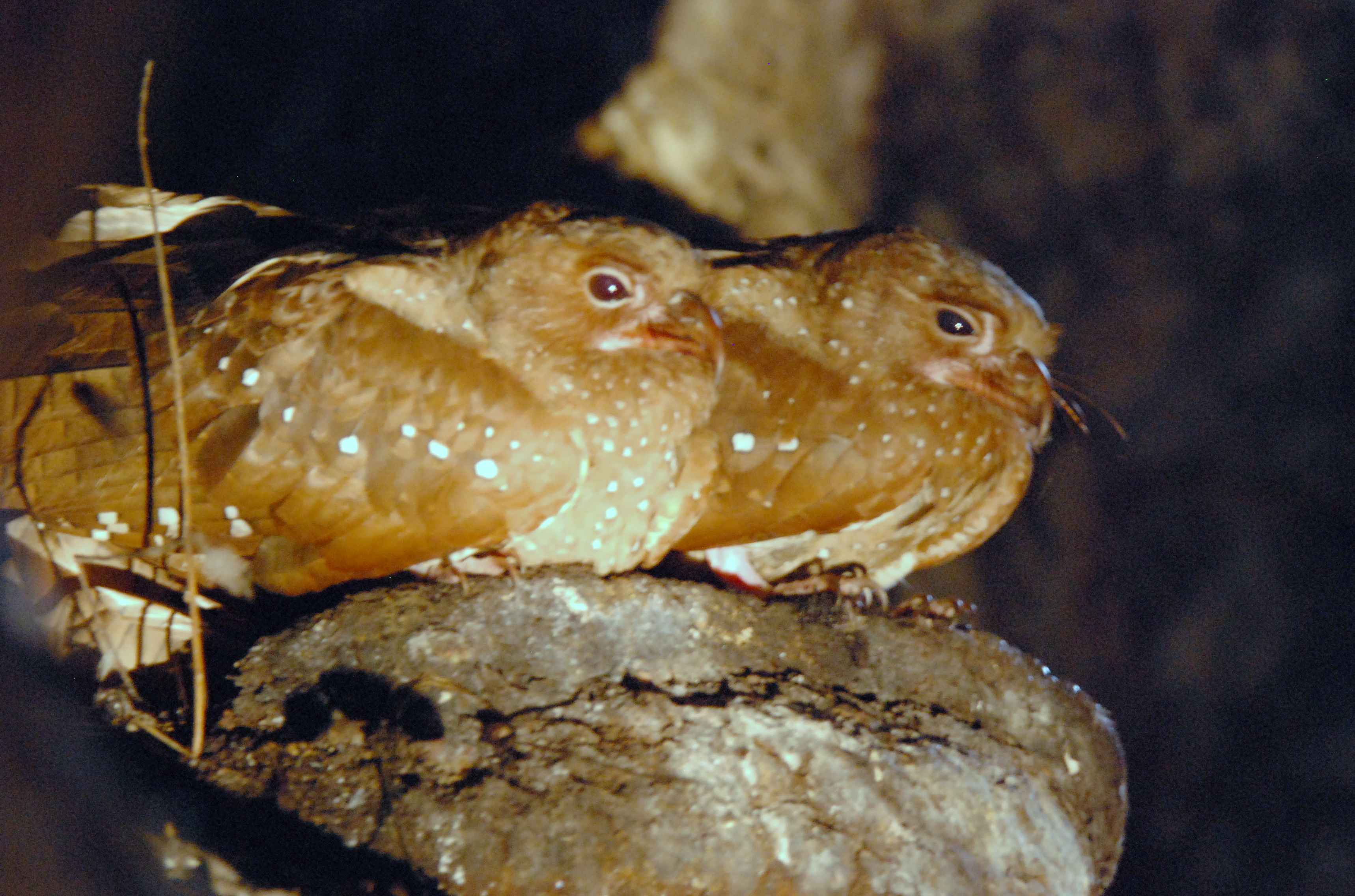
Twee vetvogels in een grot in een natuurreservaat op Trinidad

Overdag roesten groepen vetvogels in donkere grotten, soms wel enkele kilometers diep. Hier vindt de vetvogel zijn weg met behulp van echolocatie, net als salanganen. Hij gebruikt klikkende geluiden met een hoge frequentie van 1500 tot 2500 hertz.
's Nachts trekken groepen vetvogels eropuit en maken daarbij vluchten van soms wel 75 kilometer van de rustplaats vandaan. Het voedsel waar ze dan op uit zijn bestaat uit vethoudende vruchten van bepaalde soorten palmen en laurier. Met zijn relatief grote en sterke snavel werkt de vetvogel deze vruchten in hun geheel naar binnen. Het voedsel wordt overdag in de rustplaats, verteerd. De vetvogel is de enige vogel die zich 's nachts met plantaardig voedsel voedt.

## Voortplanting
Vetvogels leven en broeden in kolonies van hoogstens 50 paren. Het nest bestaat uit een stapeltje van gedroogde modder, uitwerpselen en uitgebraakt fruit.

## Verspreiding en leefgebied
Deze soort komt voor in Midden-Amerika, het Caraïbisch gebied en het noorden van Zuid-Amerika. In Suriname is de vogel een dwaalgast.

## Ontdekking

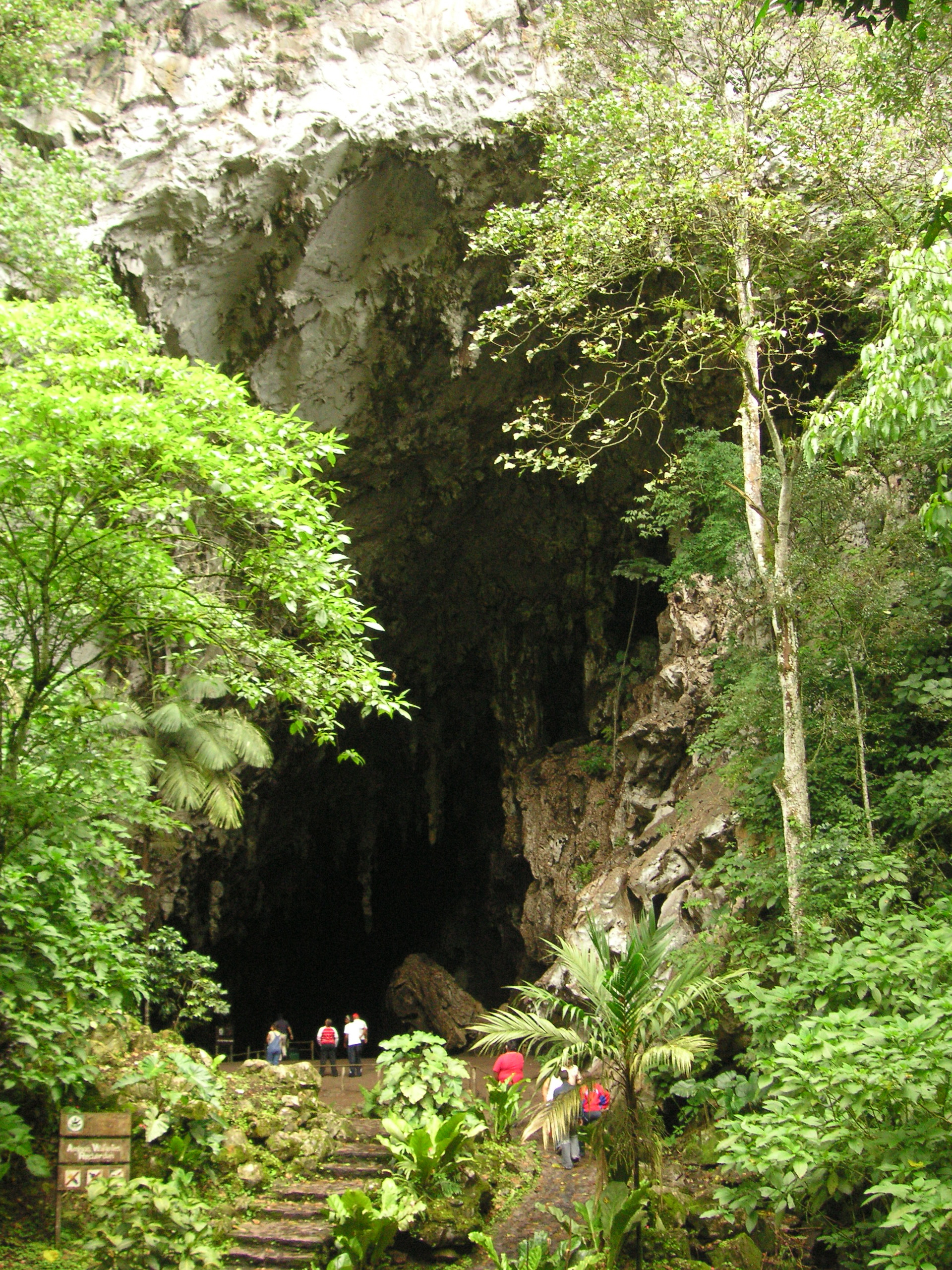
Cueva del Guacharo

Alexander von Humboldt ontdekte de vetvogels tijdens zijn Zuid-Amerikaanse expeditie naar Venezuela in de grot Cueva del Guacharo in het nationale park van de deelstaat Monagas, ongeveer 13 kilometer van de plaats Caripe. Vandaar het achtervoegsel caripensis in de wetenschappelijke naam.
Humboldt en zijn vriend, de jonge arts en botanicus Aimé Bonpland, onderzochten op 18 september 1799 het voorste gedeelte van 10.5 km lange kalksteengrot, de grootste in Zuid-Amerika. Hij schoot daar twee exemplaren van de vetvogel. Hij beschreef hoe de plaatselijke inwoners de jonge vogels verzamelden kort voordat ze vliegvlug werden. Door de vogels urenlang te koken, kon bakvet uit deze vogels worden gewonnen. Steatornis is letterlijk vetvogel, afgeleid van het Oudgriekse στέαρ  (stéar =vet) en ὄρνις (órnis=vogel) (oilbird in het Engels).